# Германо-китайское сотрудничество (1911—1941)
Германо-китайское сотрудничество (нем. Chinesisch-Deutsche Kooperation; кит. упр. 中德合作, пиньинь Zhōng-Dé hézuò, палл. Чжун-Дэ хэцзо) — сотрудничество между Китайской республикой и Германией в 1911—1941 годах. Оно сыграло важную роль в модернизации китайской промышленности и национально-революционной армии непосредственно перед началом Второй японо-китайской войны. Существование Китайской республики, после падения в 1912 году династии Цин, было сопряжено с мятежами генералов на окраинах и иностранными вторжениями. Северный поход 1928 года номинально объединил Китай под руководством Гоминьдана. Необходимость модернизации китайской экономики и нужда Германии в стабильных поставках сырья в конце 1920-х годов сблизило страны. Интенсивное сотрудничество началось в 1933 году, после прихода к власти в Германии национал-социалистов, и продолжалось до начала Второй японо-китайской войны в 1937 году.

## Ранние германо-китайские отношения
Ранняя германо-китайская торговля проходила через Сибирь, облагаясь таможенными сборами на границе Русского Царства. Для создания морского торгового пути до Империи Цин, в 1750-х годах была создана «Королевская прусская азиатская торговая компания Эмдена». После поражения Китая во Второй опиумной войне, в 1861 году были заключены неравноправные договоры с мировыми державами, в том числе с Пруссией.

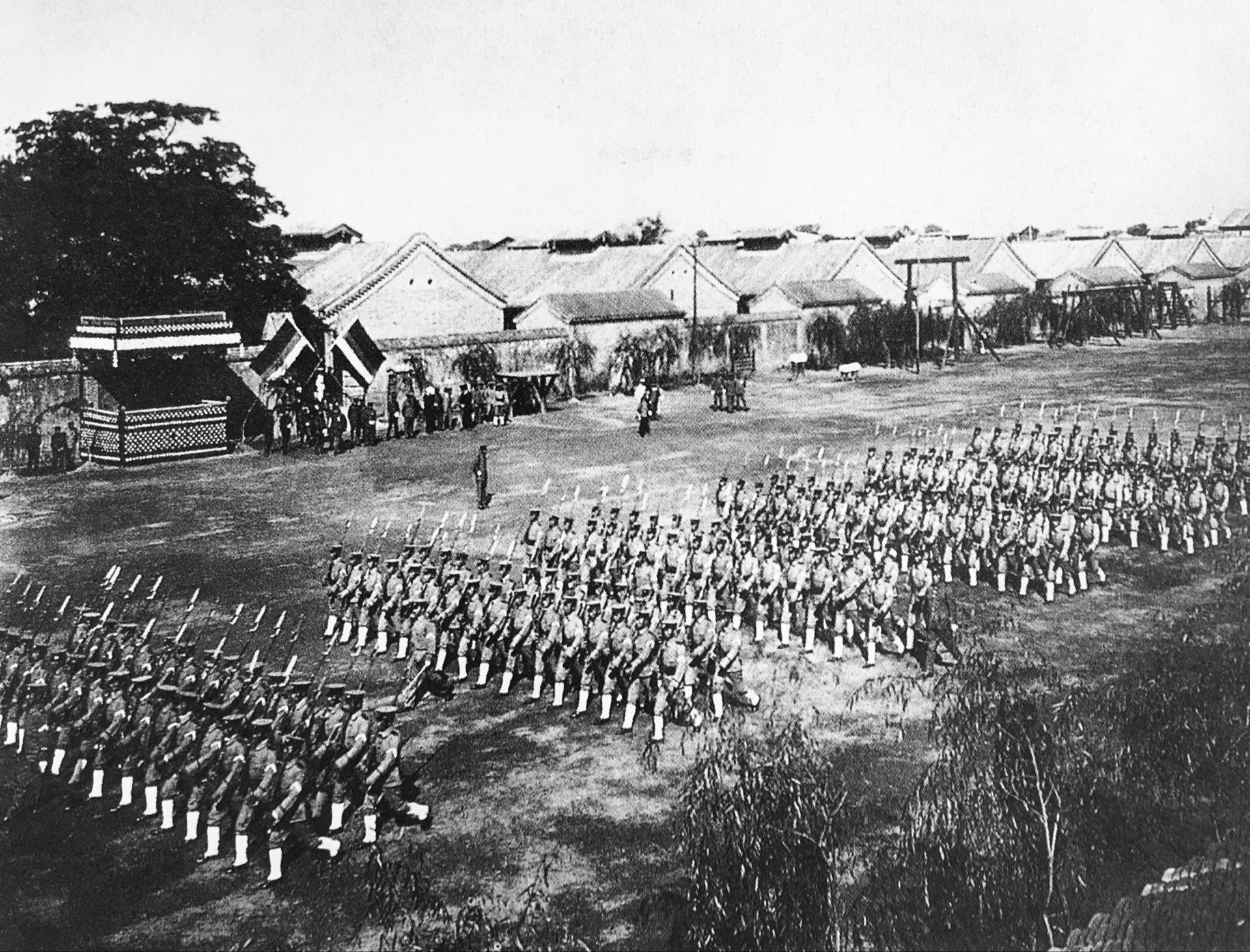
Бэйянская армия на учениях

Рынок Китая представлял большой интерес для немецких компаний, вместе с тем китайское правительство нуждалось в современной технике в различных отраслях. Так, в 1872 году, немецкая компания Siemens & Halske осуществила свою первую поставку стрелочного телеграфа в Китай, а в 1876 году установила систему освещения Шанхайского порта. Однако в конце XIX века на китайском рынке доминировала Великобритания, с чем боролся канцлер Германской империи Отто фон Бисмарк. В 1885 году он провёл через рейхстаг законопроект о субсидировании компаний, осуществляющих пароходные сообщения между странами, и направил в Китай делегацию экономистов для оценки инвестиционных возможностей. В 1890 году был создан «Германо-азиатский банк», и к 1896 году Германия стала вторым по объёму торговым партнёром Китая, после Британии. В этот период немцы не проявляли в Китае имперских амбиций, что выгодно отличало их в глазах китайского правительства от британцев и французов; стало возможным военное сотрудничество. В 1880-х на германской верфи AG Vulcan Stettin для китайского флота перед первой японо-китайской войной были построены его флагманы «Чжэньюань» и «Динъюань» и три крейсера, в том числе два броненосных типа «Цзинъюань». Юань Шикай обратился к Германии с просьбой о помощи в организации армии по современным стандартам. Концерн Krupp заключил договор о постройке укреплений в Порт-Артуре, немецкие компании начали поставлять в Поднебесную промышленное оборудование.
Также, в последние годы империи Цин, Германия оказала большое влияние на китайское законодательство. Китайские реформаторы готовили гражданский кодекс на основе Германского гражданского уложения, адаптация которого уже была принята в соседней Японии. Хотя при монархии проект так и не был принят, гражданский кодекс Китайской республики 1930 года базировался на нём. В настоящее время, с незначительными изменениями, этот кодекс действует в Тайване, гражданский кодекс КНР также основан на немецком уложении.
Во время правления Вильгельма II Бисмарк был отодвинут на второй план, новому императору не терпелось добиться внешнеполитических побед. Германия приняла участие в тройственной интервенции против Японии и добилась уступки Ханькоу и Тяньцзиня, однако не собиралась возвращать их Китаю. В 1897 году Германия добилась 99-летней аренды Циндао, после того как в городе было совершенно нападение на немецких миссионеров. Возможно, низшей точкой германо-китайских отношений было подавление в 1900 году восстания Ихэтуаней. Посылая немецкий корпус в Китай, Вильгельм напутствовал солдат «биться, как гунны», что сделало «гуннов» насмешливым прозвищем немцев в мировых войнах.
Накануне Первой мировой войны Германия оказалась изолированной после появления Антанты и заключения Англо-японского союза, попытка создания германо-американо-китайского союза не увенчалась успехом. После Синьхайской революции, в 1912 году республиканскому правительству Китая был выдан кредит в 6 миллионов золотых марок. С началом боевых действий германское правительство хотело вернуть китайцам Циндао, чтобы тот не попал в руки японцев, но не успело. Во время войны Германия не предпринимала активных боевых действий на тихоокеанском побережье, сконцентрировав силы на европейских фронтах. 14 августа 1917 года Китай объявил войну Германии и захватил Ханькоу и Тяньцзинь, после того как Антанта посулила ему возвращения всех концессионных территорий Германии в Поднебесной. Однако Версальский договор закрепил их за Японией, что вызвало в Китае негодование и стало причиной появления Движения 4 мая. В результате Первой мировой войны из трёхсот немецких компаний, действовавших в Китае в 1913 году, в 1919 году остались только две.

## Германо-китайское сотрудничество в 1920-х годах
Версальский договор существенно ограничил объём промышленного производства в Веймарской республике. Немецкая армия была ограничена ста тысячами человек, военное производство было также значительно сокращено. Однако Германия осталась одним из лидеров в военных инновациях, многие промышленные предприятия сохранили оборудование и технологии производства военной техники. Имея ограничение на количество оружия в рейхсвере, Германия заключала договоры о его поставках со странами второго, в техническом отношении, эшелона, например, с СССР и Аргентиной.
После смерти Юань Шикая центральная власть Китая оказалась не способна бороться с генералами, захватившими власть на окраинах страны. Китай охватили войны, что, вкупе с многотысячными слабовооружёнными армиями, повышало ценность страны в глазах немецких оружейников. Правительство Гоминьдана в Гуанчжоу также жаждало помощи Германии, контакты с которой помог наладить получивший немецкое образование Чжу Цзяхуа. Кроме технической развитости, Германия рассматривалась как главный кандидат международного сотрудничества Китая из-за отсутствия у неё после войны империалистических интересов, а также ухудшения в 1925—1926 годах британо-китайских отношений. Также, в отличие от коммунистического СССР, Германия не имела партийных противоречий с Гоминьданом. Кроме того, Чан Кайши симпатизировал Германии, так как видел в её объединении пример для своей страны.
В 1926 году Чжу Цзяхуа пригласил Макса Бауэра в Китай для оценки инвестиционных возможностей, а в следующем году Бауэр прибыл в Гуанчжоу, где ему была предложена должность советника Чан Кайши. В 1928 году Бауэр вернулся на родину, где заключал, от имени гоминьдановского правительства, промышленные контракты на «реконструкцию» Китая и вербовал членов консультативной миссии в Нанкине. Правда, деятельность Бауэра была не очень удачной из-за запятнанной в Капповском путче репутации. Кроме того, Германию по-прежнему сдерживали версальские соглашения. Бауэр вернулся в Китай, где предложил сократить войска до небольшой, но элитной армии, вскоре заразился оспой и умер.

## Германо-китайское сотрудничество в 1930-х годах
После смерти Бауэра и начавшейся Великой депрессии объём торговли между двумя странами сократился. После японского вторжения в Маньчжурию, гоминьдановцы осознали необходимость ускоренного развития военно-промышленного комплекса, что стимулировало объединение Китая и создание центрального планирования национальной экономики.
Приход национал-социалистов к власти в Германии в 1933 году ускорил дальнейшее развитие германо-китайских отношений. До этого немецкое государство не участвовало непосредственно в торговле между странами, оставляя её германским торговым домам. Поэтому вмешательство государства отпугнуло от Китая некоторых немецких капиталистов. С другой стороны, нацистская Германия мобилизовал для нужд промышленности трудовые и материальные ресурсы и нуждался в новых сырьевых базах. Китай, с огромными запасами вольфрама и сурьмы, мог стать надёжным поставщиком дефицитных материалов.

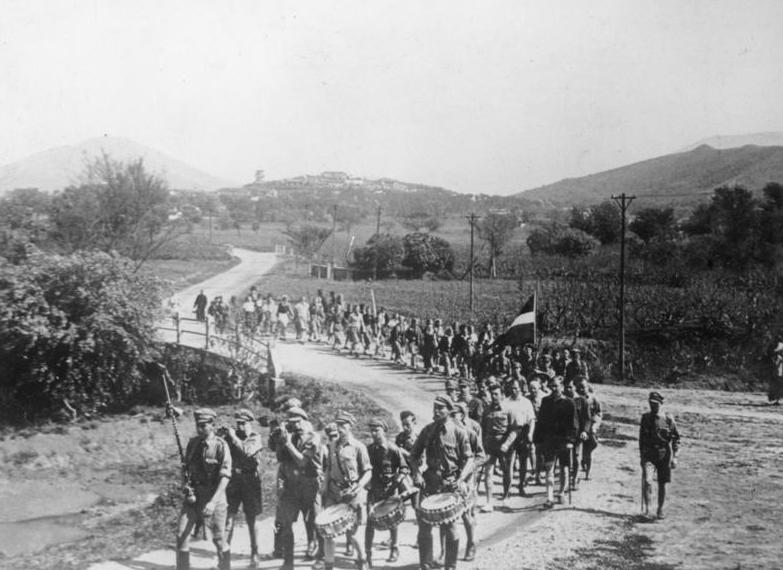
Штурмовики и Гитлерюгенд в Китае. 1935 год

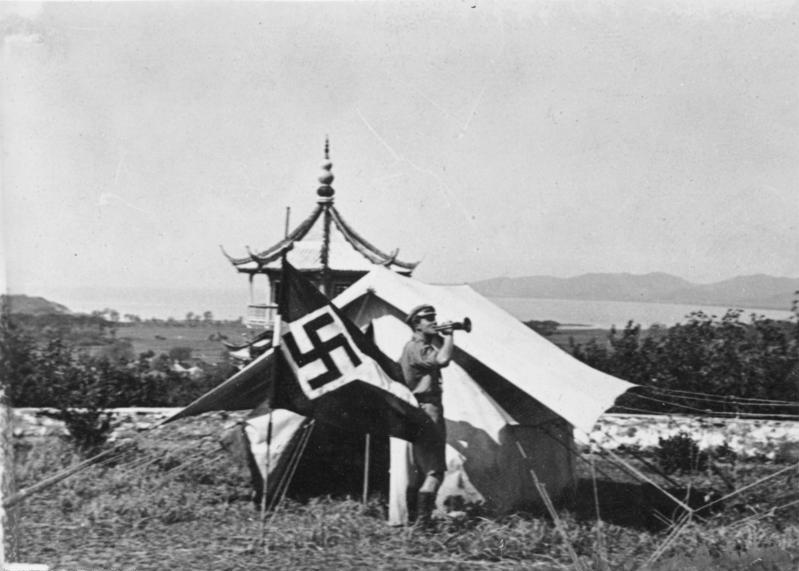
Гитлерюгенд в Китае

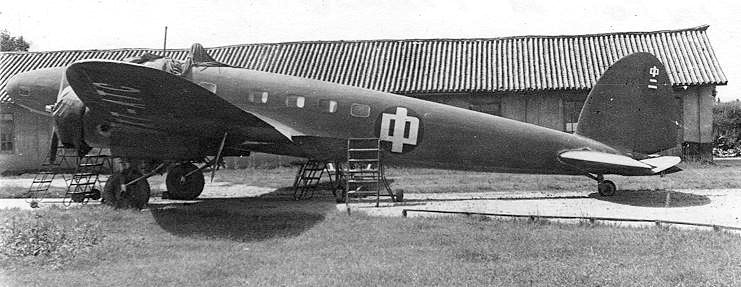
Один из Хейнкель 111, купленных Китаем

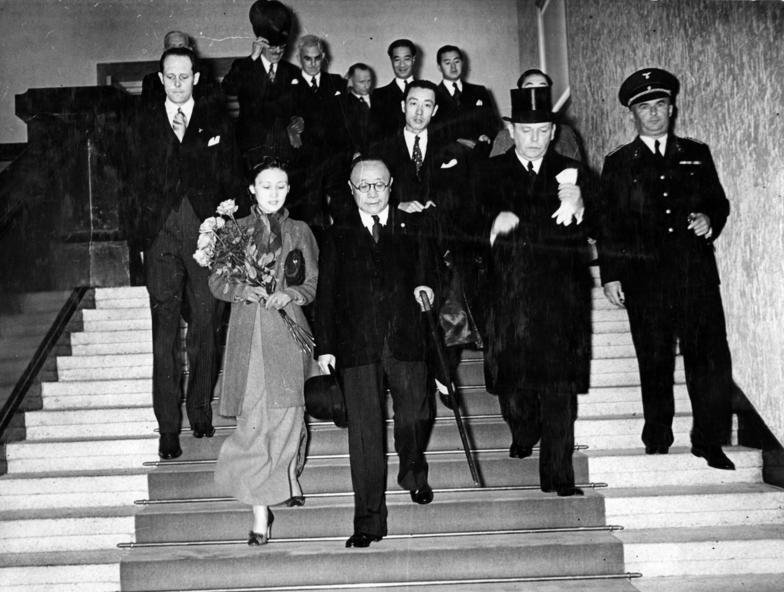
Китайская делегация в Берлине

В мае 1933 года Ганс фон Зеект прибыл в Шанхай, где занял пост старшего советника германской миссии по экономическому и военному развитию Китая. В июне он представил Чан Кайши меморандум (нем. Denkschrift für Marschall Chiang Kai-shek), в котором изложил свою программу индустриального и военного развития Китая. Зеект предложил реорганизовать войска в небольшую, мобильную и хорошо оснащённую армию: такая армия является основой правящей власти; военная сила заключается в качественном превосходстве, и это превосходство вытекает из качества подготовки офицерского состава. Первым шагом к качеству Зеект видел изменение структуры войск. Армия должна быть выстроена централизованно, как пирамида, под сводным командованием Чан Кайши. Обучение солдат должно проходить по единому образцу, в «тренировочных бригадах». Офицерский корпус должен обучаться в специальных военных заведениях.
Кроме того, Китай рассчитывал, с немецкой помощью, создать собственную оборонную промышленность, чтобы в будущем не зависеть от поставок оружия из-за рубежа. Первым шагом к сотрудничеству была централизация не только китайских ремонтных предприятий, но и германских. В январе 1934 года было создано Партнёрство промышленной продукции (нем. Handelsgesellschaft für industrielle Produkte или HAPRO) для объединения немецких промышленных кругов в Китае. Чтобы избежать противоборства других держав, HAPRO было организовано как коммерческая компания. В августе был подписан «Договор по обмену китайских сырья и сельскохозяйственной продукции на германскую промышленную и другую продукцию», как следуют из названия, регулирующий поставки в Германию стратегически важного сырья в обмен на индустриальную продукцию и помощь в развитии. Взаимовыгодность этого договора для обеих сторон трудно переоценить. Китай смог обойти проблемы дефицита бюджета от непомерных военных расходов и отсутствия финансирования от мирового сообщества. Германия получила относительно стабильный источник дефицитных материалов. Также было налажено сотрудничество в военной сфере. В соглашении указывались равные права обеих сторон и заинтересованность в обмене. Выполнив миссию, Зеект был заменён на генерала Александра фон Фалькенхаузена, и в марте 1935 года вернулся в Германию.
В 1937 году китайская делегация под руководством Кун Сянси (заместителя премьер-министра, генерального казначея и президента Центрального банка Китая) отправилась в Европу для участия в коронации Георга VI. На обратной дороге, по приглашению Ялмара Шахта и Вернера фон Бломберга, она посетила Германию.
Делегация прибыла в Берлин 9 июня. На следующий день Кун встретился с Гансом фон Макензеном (фон Нейрат уехал в Восточную Европу). Кун отметил, что японцы не являются надёжными союзниками Германии, учитывая быструю оккупацию ими тихоокеанских немецких территорий в Первую мировую войну. Он сказал, что Китай проводит активную антикоммунистическую кампанию, в то время как в Японии это делается лишь для вида. Макензен ответил, что, пока он и Нейрат возглавляют министерство иностранных дел, у германо-китайских отношений не будет проблем. В тот же день Кун встретился с Шахтом, который заверил его, что заключённый с Японией Антикоминтерновский пакт не направлен против Китая. Германия также выдала Китаю кредит в 100 миллионов рейхсмарок, пообещав не оказывать финансовую поддержку Японии. 11 июня Кун посетил Германа Геринга, который сказал, что считает Японию «дальневосточной Италией» (имелось в виду предательство Италией Тройственного союза в Первую мировую войну), и что Германия никогда не сможет доверять ей. На прямой вопрос, какую страну Германия выберет своим другом, Китай или Японию, Геринг ответил, что рассчитывает на развитие Китая в великую державу, которая станет верным союзником Германии.
13 июня Кун встретился с Гитлером. Тот заявил, что Германия не имеет политических и территориальных интересов на Дальнем Востоке, и отношения между двумя государствами являются деловым партнёрством между индустриальной и аграрной странами. Гитлер, таким образом, надеялся стать посредником между Японией и Китаем, как позже между Италией и Югославией. Он заявил, что Германия никогда не нападёт на другие страны. Если же СССР вторгнется в Германию, одна немецкая дивизия разобьёт два советских корпуса. Единственное, что беспокоило Гитлера, это коммунистические движения в восточноевропейских странах. Также он заявил, что восхищён тем, как Чан Кайши построил мощное централизованное правительство.
В тот же день Кун встретился с Бломбергом, с которым обсудил соглашения 1936 года с HAPRO о поставках оружия и станков, кредите и вывозе вольфрама и сурьмы. 14 июня Кун покинул Берлин и уехал в США, откуда вернулся 10 августа, через месяц после начала Второй японо-китайской войны. Он просил Шахта, Бломберга, Макензена и Вайцзеккера о посредничестве в переговорах между воюющими сторонами.

## Германия и китайская индустриализация

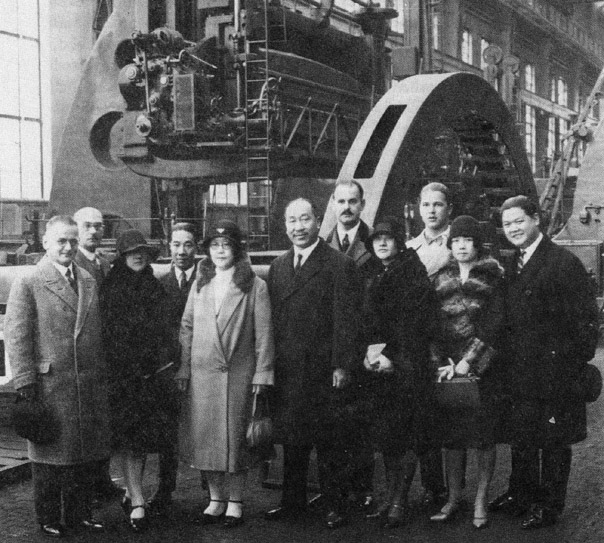
Китайский министр Цзян Цзобинь на немецком заводе, 1928

К 1936 году в Китае было всего около 16 000 километров железных дорог — в 10 раз меньше, чем планировал построить Сунь Ятсен в своих идеях модернизации Китая. Кроме того, половина из них находилась в Маньчжурии, уже отторгнутой Японией. Большая четвёрка (Великобритания, Франция, США и Япония), имевшая интересы в стране, в 1920-х неохотно финансировала строительство в Китае, а Великая депрессия и вовсе лишила Поднебесную иностранного капитала. Подписанные в 1934—1936 годах германо-китайские соглашения значительно ускорили строительство железных дорог. Главная дорога была проложена между Наньчаном, Чжэцзяном и Гуйчжоу. Эта железная дорога была необходима Германии для вывоза сырья, а Китай смог построить промышленные центры вдали от небезопасного побережья. Кроме того, она имела большое военное значение, позволяя перебрасывать войска после потери Шанхая и Нанкина. Была построена дорога Ханькоу—Гуанчжоу, соединившая южное побережье с Уханем. Она также доказала свою ценность на ранней стадии Второй японо-китайской войны.
Наиболее важные германо-китайские проекты развития промышленности были приняты в 1936 году, в рамках трёхлетнего плана, разработанного Национальным ресурсным комитетом Китая и корпорацией HAPRO. Этот план предусматривал создание промышленного центра, способного, в краткосрочной перспективе, противостоять Японии, а в долгосрочной, стать генератором китайского промышленного развития. Он базировался на нескольких компонентах развития, таких как монополизация добычи вольфрама и сурьмы, строительство сталелитейных и машиностроительных заводов в Хубэе, Хунани и Сычуани, а также развитие электроэнергетики и химической промышленности. Как уже отмечалось, с 1934 года Китай обменивал своё сырьё на немецкие опыт и оборудование. Стоимость модернизации промышленности была выше, чем стоимость поставленного сырья, что компенсировалось 100-миллионным кредитом и высокой инфляцией (в 1936 году марка стоила в 2 раза дешевле, чем в 1932). Китайские инженеры проходили обучение в Германии, что дало стране большое количество высокообразованных кадров для новых предприятий. На пике программы на германо-китайский оборот приходилось 17 % объёма внешней торговли Китая, а сам Китай был третьим крупнейшим торговым партнёром Германии. Начальные успехи трёхлетки были многообещающими, но в 1937 году началась полномасштабная война Китая с Японией.

## Германия и военная модернизация Китая

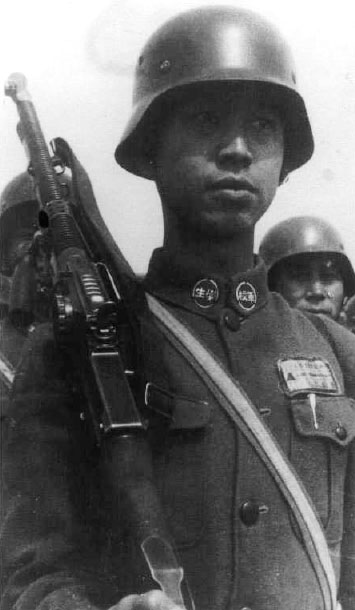
Солдат армии Чан Кайши в немецком штальхельме. 1930-е годы

Ответственность за реорганизацию, согласно сотрудничеству, китайской армии нёс Александер фон Фалькенхаузен. По плану Зеекта, армию следовало сократить до шестидесяти хорошо обученных и экипированных дивизий, но вопрос стоял в том, кто их будет учить. Академия Вампу выпускала верных Гоминьдану офицеров, но по качеству они не намного превосходили командиров войск губернаторов-милитаристов. За время сотрудничества, германские военные советники подготовили 80 000 пехотинцев из восьми китайских дивизий (3-й, 6-й, 9-й, 14-й, 36-й, 87-й, 88-й и Учебной), которые стали элитой армии Чан. Возможно, создание этих частей стало одной из причин, по которым гоминьдановское руководство решилось пойти на эскалацию конфликта после инцидента на мосту Марко Поло. Однако даже с этими дивизиями Китай не был готов бороться с Японией на равных: несмотря на возражения штабных офицеров и Фалькенхаузена, Чан Кайши бросил элитные подразделения в пекло битвы за Шанхай, где они потеряли треть своего контингента. После такого разочарования, Чан Кайши отвёл их и дальше использовал бережно.
Фалькенхаузен посоветовал Чан Кайши вести с Японией войну на истощение, считая, что у той не хватит ресурсов на длительную войну. Он рекомендовал удерживать фронт на реке Хуанхэ, отступать медленно, нанося врагу при этом как можно бо́льшие потери. Фалькенхаузен указал на желательность сооружения укреплённых позиций около горнодобывающих районов, на побережье, реках и других природных преградах. Ещё одним советом была организация партизанской войны на захваченных японцами территориях: этим умело занялись коммунисты. Бороться против японских танков и тяжёлой артиллерии китайцам было непросто, поэтому Фалькенхаузен предложил применённую в конце Первой мировой войны тактику «просачивания», которая задействует легко вооружённые штурмовые отряды.
Немецкая помощь в военном деле не ограничивалась обучением. По мнению Зеекта, 80 % вооружений Китая не соответствовали требованиям современной войны. Таким образом, существовала необходимость в постройке китайских оружейных заводов, и, с германской помощью, несколько таких предприятий было возведено, а существующие вдоль Янцзы — модернизированы. Например, в 1935—1936 годах был модернизирован Ханьянский арсенал. Его продукция включала пулемёт Максима, 82-миллиметровый миномёт и «винтовку Чан Кайши» на базе немецкого Mauser 98. Винтовка Чан Кайши и Ханьян 88 (на основе Gewehr 88) оставались преобладающим оружием НРА на протяжении всей войны. На другом предприятии было организовано производство противогазов, планировавшийся завод по производству иприта так и не был построен. К маю 1938 года в Хунани были готовы несколько заводов по производству 20-, 37- и 75-миллиметровых орудий. В конце 1936 года под Нанкином был построен завод военной оптики, такой как бинокли и снайперские прицелы. Также были возведены предприятия по производству пулемётов, горной артиллерии и даже запчастей для Sd.Kfz.222. Под эгидой немецких компаний было создано несколько НИИ, например, отделение IG Farben. В 1935—1936 годах Китай заказал у Германии 315 000 шлемов, большое количество винтовок Gewehr 88, 98, пистолетов Mauser C96. В страну ввозились: немецкое оборудование; небольшое количество самолётов (иногда в несобранном виде) Henschel, Junkers, Heinkel, Messerschmitt; гаубицы Rheinmetall и Krupp; горная артиллерия и противотанковые орудия, такие как Pak 35/36; бронетехника, например, PzKpfw I.
Эти усилия по модернизации стали доказывать свою пользу с началом японо-китайской войны. Хотя столица Китая, Нанкин, в итоге была взята, это заняло у японцев гораздо больше времени и сил, чем они рассчитывали. Их разочарование выразилось в устроенной ими Нанкинской резне. Способность противостоять Японии подняла дух китайской армии. Высокая цена побед не позволяла японцам продвинуться вглубь страны, к новой политической и промышленной столице Китая, Сычуани.

## Завершение сотрудничества
Начавшаяся 7 июля 1937 года Вторая японо-китайская война свела на нет десятилетний прогресс отношений Китая и Германии. Гитлер выбрал своим союзником против СССР Японию, так как, несмотря на развитие Китая, та с бо́льшим успехом могла противостоять коммунизму. Заключённый 21 августа 1937 года Советско-китайский договор о ненападении также подтолкнул его к этому решению, несмотря на протесты немецких инвесторов и Гоминьдана. Гитлер согласился, чтобы HAPRO поставила продукцию по уже заключённым договорам, но запретил подписывать новые. Он планировал стать посредником между воюющими сторонами, но события после битвы за Нанкин положили конец любым переговорам. Нацистские органы в Китае приветствовали вторжение Японии, назвав её последней надеждой в борьбе с китайскими коммунистами. В начале 1938 года Германия официально признала Маньчжоу-го. В апреле Геринг запретил посылать в Китай военную продукцию, а в мае были отозваны военные советники. Фалькенхаузен уехал в июне, пообещав Чан Кайши не сотрудничать с японцами.

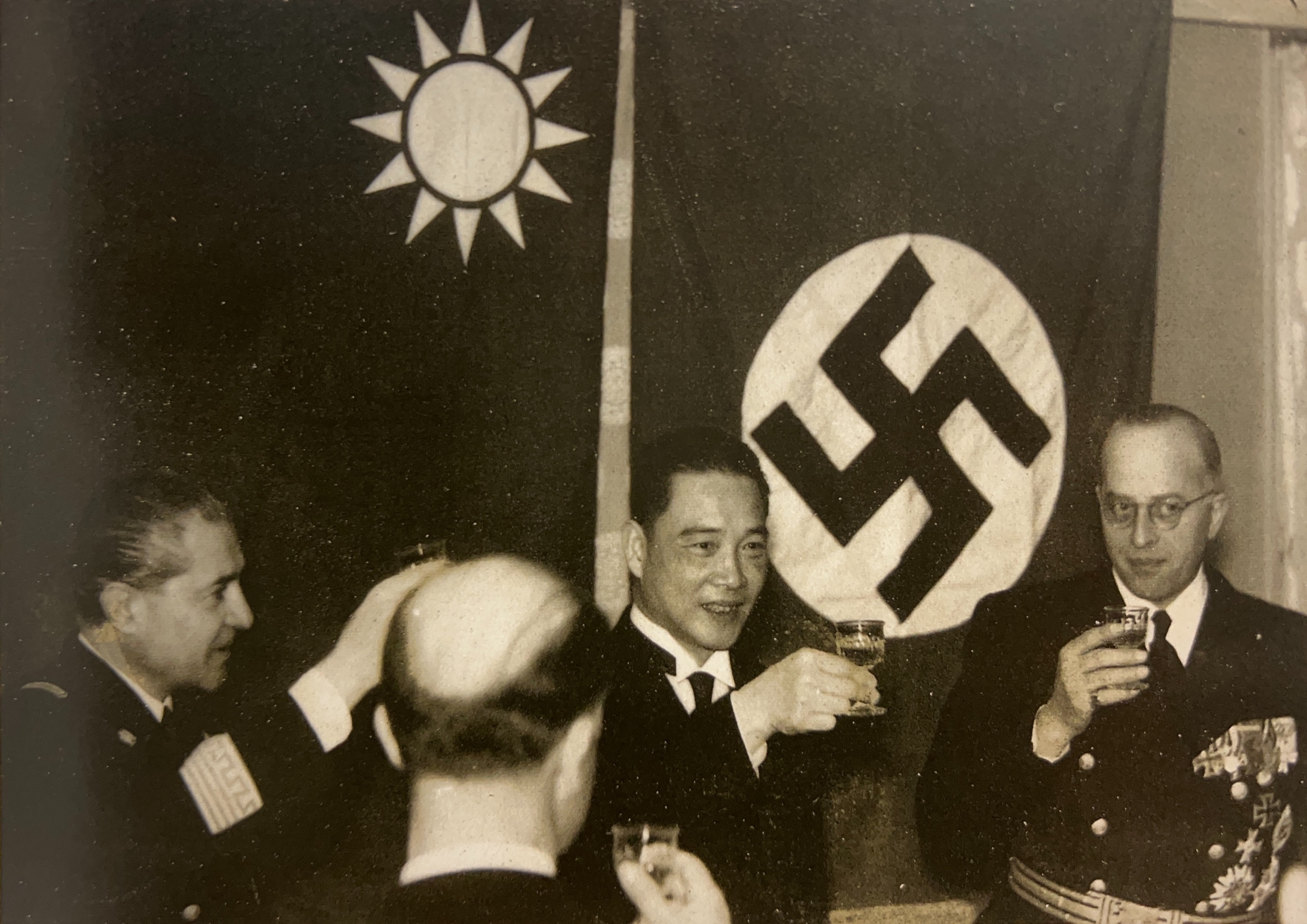
Ван Цзинвэй с немецкими дипломатами, 1941

Переход к про-японской политике нанёс ущерб немецкой экономике, так как Япония и Маньчжоу-го были менее ценными партнёрами в торговле, чем Китай. Япония, также как и Германия, зависела от поставок сырья из-за рубежа, а в Маньчжурии немцы не получили приоритета в сравнении с другими странами. Заключённый непосредственно перед началом мировой войны пакт Молотова — Риббентропа несколько охладил германо-японские отношения, но позволил перевозить маньчжурское сырьё по железным дорогам СССР. Однако объёмы перевозок были невысоки, отсутствие тесных контактов между правительствами трёх стран также снижало их эффективность. Нападение на Советский Союз прервало и эти поставки.
До 1941 года и в Китае, и в Германии многие влиятельные персоны желали возобновить сотрудничество между странами. Однако неудачи немцев в битве за Англию 1940 года не позволили сделать решающий шаг навстречу этому. Был подписан Тройственный пакт с Японией и Италией, в июне 1941 года Гитлер признал коллаборационистское правительство Ван Цзинвэя, что поставило жирный крест на возможности восстановить контакты с правительством Чан Кайши в Чунцине. После атаки на Пёрл-Харбор, с 9 декабря 1941 года Китай, в составе Западных союзников, оказался в состоянии войны с Германией.

## Наследие

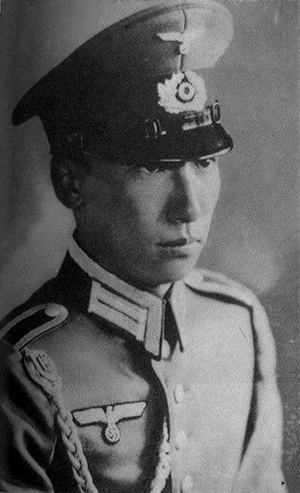
Цзян Вэйго в форме вермахта

Германо-китайское сотрудничество 1930-х годов было ближе всего к идеалу Сунь Ятсена о «международной кооперации» для модернизации Китая. Потеря Германией концессионных территорий в Китае, её нужда в сырье, отсутствие политических интересов в Китае делали возможным равные и стабильные отношения между странами, без империалистического подтекста, что омрачало внешнюю политику Китая в предыдущие годы. Появление технологически и военно развитого партнёра, при необходимости модернизации промышленности Китая и угрозы со стороны Японии, способствовало укреплению позиций Гоминьдана. После падения Веймарской республики начался бурный рост немецкой экономики, что, вкупе с близкой правой идеологией, сделало фашизм «модным» среди китайских политиков, которые видели в нём решение многолетних проблем страны. Хотя период активного германо-китайского сотрудничества ограничивается четырьмя годами, а большая часть построенных заводов и поставленного оружия были уничтожены во время японского вторжения, оно подготовило почву для дальнейшего развития Китая. После поражения Гоминьдана в гражданской войне, правительство перебазировалось на Тайвань. Многие министры и чиновники этого островного государства прошли обучение в Германии, также как учёные и военные, например, сын Чан Кайши, Цзян Вэйго. Бурный послевоенный экономический рост Китайской республики может быть связан и с трёхлетним планом 1936 года.